# Hedningarna
Hedningarna er et overvejende svensk band, der spiller "moderne folkemusik"; elementer fra klassisk nordisk folkemusik iblandet elektronisk musik og rock. Bandet sammenlignes af og til med Sorten Muld, om end disse er væsentligt mere præget af elektronisk musik og mindre af rock. Bandet er blevet reorganiseret flere gange, og finske sangere har ved flere lejligheder været en del af Hedningarnas ensemble.

## Historie
Hedningarna blev dannet i 1987 af Hållbus Totte Mattson, Anders Stake og Björn Tollin. Navnet er dels en antydning af sammenhængen med nordisk folkemusik og derfor med den traditionelle asatro, dels en antydning af, at man ikke er tro overfor traditionerne i nordisk folkemusik. De tre stiftere ønskede at skabe musik med forbindelse til rødderne af den nordiske folkemusik, også med brug af instrumenter, der ikke længere bruges i svensk folkemusik. Stake, der har en uddannelse som instrumentmager, begyndte også at opfinde nye instrumenter for at skabe unikke lyde til Hedningarnas musik.
I 1988 komponerede og fremførte Hedningarna musikken til teaterstykket Den stora vredan. Teaterstykket skabte stor opmærksomhed, også på bandets musik. Deres første album, Hedningarna, der blev udgivet i 1989, indeholdt flere af numrene fra Den stora Vredan. I 1991 påbegyndte Hedningarna deres samarbejde med Silence Records, og de finske sangerinder Sanna Kurki-Suonio og Tellu Paulasto blev en del af ensemblet og var med på indspilningen af albummet Kaksi!, der udkom i 1992. I 1993 fik bandet en svensk Grammy for bedste folkemusik-udgivelse, og albummet solgte i omkring 35.000 eksemplarer, et højt tal for en folkemusik-udgivelse. Den britiske DJ Sasha lavede et remix af nummeret Kruspolka, der blev et stort hit i England.
Hedningarnas 3. album Trä udkom i september 1994, og Hedningarna optrådte året efter blandt andet på Roskilde Festival foran 20.000 mennesker på den næststørste scene. Året efter udkom en opsamlings-CD med numre fra Kaksi! og Trä i USA, og bandet havde dermed albums på markedet i Sverige, Spanien, Nederlandene, Belgien, Polen, Thailand, Storbritannien og USA.
De to finske sangerinder blev hjemme i løbet af 1996-turnéerne, og Paulasto besluttede sig for helt at forlade bandet. Hun blev afløst af Anita Lehtonen, der i øvrigt var Paulastos klassekammerat fra Sibelius-akademiet i Helsinki. Mattson, Stake og Tollin påbegyndte arbejdet med albummet Hippjokk, og bandet blev udvidet med rockbassisten Ulf Ivarsson, der spillede på bas-lut, et instrument, Stake havde bygget. Den finske joiker Wimme Saari, den norske guitarist Knut Reiersund og didgeridoo-spilleren Johan Liljemark medvirkede også på albummet. Hippjokk blev udgivet i februar 1997, og bandet turneerede, sammen med sangerne, i Spanien og Belgien. Ulf Ivarsson blev fast medlem af bandet. I løbet af samme år tog Anders Stake i øvrigt navneforandring til Anders Norrude.
I vinteren 1998 tog bandet til Karelia i Rusland for at samle inspiration til det næste album, Karelia Visa. Indspilningen af albummet begyndte senere samme år, hvorefter bandet tog på turné i Spanien. Ulf Ivarsson forlod dog bandet efter indspilningen af albummet var færdiggjort. Mattson og Tollin indspillede sammen med violinisten Ola Backström en CD med musik til dansetruppen Virvla. CD'en udkom i 1999. Sanna Kurki-Suonio udsendte et solo-album i Finland samme år. I 1999 udkom Karelia Visa og bandet spillede herefter en del koncerter i Skandinavien og turnerede tre uger i USA.
Hedningarna spillede live til en danseforestilling baseret på deres musik, lavet og udført af Flying Foot Forum fra Minneapolis. Violinisten Magnus Stinnerbom blev medlem af bandet. I år 2000 udsendte Anders Norrude et solo-album, og bandet blev endnu en gang udvidet, denne gang med percussionisten Christian Svensson. Opsamlings-CD'en 1989-2003 udkom i år 2003, og bandet havde på det tidspunkt solgt mere end 150.000 albums. Sangerinderne forlod bandet i 2003, og bandet har siden da været rent instrumentalt.

## Medlemmer
- Hållbus Totte Mattsson – mandora, lut, mora-oud, drejelire, harmonika, hummel mm.
- Anders Norudde – violin, moraharpe, nyckelharpa, svensk sækkepibe, fløjte, jødeharpe, hardangerfele, kohorn, gedehorn mm.
- Christian Svensson – tambourin, percussion, hummel, samplin
- Magnus Stinnerbom – forskellige typer af violin

## Diskografi
- Hedningarna (1989)
- Kaksi! (1992)
- Trä (1994)
- Hippjokk (1997)
- Karelia Visa (1999)
- Och (2012)
- Kult (2016)

### Opsamlingsalbum
- Fire (1996)
- 1989-2003 (2003)

### EP'er
- Kruspolska (1994)
- Remix Project (1997)